# Lijst van basketbalspelers
Lijst van basketbalspelers van de NBA maar ook van spelers uit andere competities.

## A
- Alaa Abdelnaby
- Zaid Abdul-Aziz
- Kareem Abdul-Jabbar
- Mahmoud Abdul-Rauf
- Tariq Abdul-Wahad
- Shareef Abdur-Rahim
- Tom Abernethy
- Forest Able
- Alex Acker
- Mark Acres
- Alvan Adams
- Don Adams
- Michael Adams
- Rafael Addison
- Rick Adelman
- Mark Aguirre
- Danny Ainge
- Mark Alarie
- Chuck Aleksinas
- Cory Alexander

- Courtney Alexander
- Gary Alexander
- Victor Alexander
- Steve Alford
- Jerome Allen
- Lucius Allen
- Malik Allen
- Randy Allen
- Ray Allen
- Tony Allen
- Derrick Alston
- Rafer Alston
- Peter Aluma
- John Amaechi
- Ashraf Amaya
- Chris Andersen
- Alan Anderson
- Derek Anderson
- Dwight Anderson
- Eric Anderson

- Greg "Cadillac" Anderson
- J.J. Anderson
- Kenny Anderson
- Michael Anderson
- Nick Anderson
- Richard Anderson
- Ron Anderson
- Shandon Anderson
- Willie Anderson
- Martynas Andriuškevičius
- Michael Ansley
- Chris Anstey
- Carmelo Anthony
- Greg Anthony
- Rafael Araujo
- Nate Archibald
- Robert Archibald
- Jim Ard
- Gilbert Arenas
- Trevor Ariza

- Paul Arizin
- B.J. Armstrong
- Curly Armstrong
- Darrell Armstrong
- Tate Armstrong
- Carlos Arroyo
- Ron Artest
- Vincent Askew
- Keith Askins
- Don Asmonga
- Chucky Atkins
- Al Attles
- Stacey Augmon
- Isaac Austin
- John Austin
- Ken Austin
- Anthony Avent
- William Avery
- Dennis Awtrey

## B
- Milos Babic
- Johnny Bach
- Dalibor Bagarić
- John Bagley
- James Bailey
- Thurl Bailey
- Toby Bailey
- Maurice Baker
- Norm Baker
- Vin Baker
- Greg Ballard
- Desmond Bane
- Gene Banks
- Marcus Banks
- Sean Banks
- Mike Bantom
- Leandro Barbosa
- Steve Bardo
- Charles Barkley
- Erick Barkley
- Don Barksdale
- Harrison Barnes
- Jim Barnes
- Marvin Barnes
- Matt Barnes
- Dick Barnett
- Jim Barnett
- Leo Barnhorst
- Andre Barrett
- Mike Barrett
- Earl Barron
- Dana Barros
- Brent Barry
- Drew Barry
- Jon Barry
- Rick Barry
- Eddie Basden
- Brandon Bass
- Maceo Baston
- Esteban Batista
- Mike Batiste
- Tony Battie
- Shane Battier
- John Battle
- Kenny Battle
- Frankie Baumholtz
- Lonny Baxter
- Elgin Baylor
- Sergej Bazarevitsj
- Butch Beard
- Ralph Beard
- Jerome Beasley
- John Beasley
- Zelmo Beaty
- Byron Beck
- Corey Beck

- Ernie Beck
- Art Becker
- William Bedford
- Hank Beenders
- Ron Behagen
- Charlie Bell
- Raja Bell
- Troy Bell
- Walt Bellamy
- Irv Bemoras
- Jonathan Bender
- Benoit Benjamin
- Corey Benjamin
- Elmer Bennett
- Mario Bennett
- Tony Bennett
- Winston Bennett
- David Benoit
- Kent Benson
- Connie Mack Berry
- Ricky Berry
- Walter Berry
- Travis Best
- Wes Bialosuknia
- Al Bianchi
- Henry Bibby
- Mike Bibby
- Andris Biedriņš
- Chauncey Billups
- Dave Bing
- Larry Bird
- Otis Birdsong
- Abby Bishop
- Uwe Blab
- Norman Black
- Rolando Blackman
- Alex Blackwell
- James Blackwell
- Steve Blake
- Lance Blanks
- Andray Blatche
- Mookie Blaylock
- John Block
- Corie Blount
- Mark Blount
- Tony Bobbitt
- Bucky Bockhorn
- Tom Boerwinkle
- Keith Bogans
- Bojan Bogdanović
- Muggsy Bogues
- Andrew Bogut
- Etdrick Bohannon
- Manute Bol
- George Bon Salle
- Walter Bond

- Dexter Boney
- Anthony Bonner
- Matt Bonner
- Melvin Booker
- Ron Boone
- Calvin Booth
- Keith Booth
- Bob Boozer
- Carlos Boozer
- Curtis Borchardt
- Lazaro Borrell
- Vince Boryla
- Chris Bosh
- Ruben Boumtje-Boumtje
- Cal Bowdler
- Bruce Bowen
- Ryan Bowen
- Anthony Bowie
- Sam Bowie
- Ira Bowman
- Nate Bowman
- Donnie Boyce
- Fred Boyd
- Earl Boykins
- Bill Bradley
- Charles Bradley
- Dudley Bradley
- Michael Bradley
- Shawn Bradley
- Mark Bradtke
- Marques Bragg
- Torraye Braggs
- A.J. Bramlett
- Adrian Branch
- Elton Brand
- Terrell Brandon
- Brad Branson
- Carl Braun
- Tim Breaux
- Randy Breuer
- Jamison Brewer
- Jim Brewer
- Ron Brewer
- Primoz Brezec
- Frank Brian
- Frank Brickowski
- Junior Bridgeman
- Bill Bridges
- John Brisker
- Allan Bristow
- Kevin Brooks
- Scott Brooks
- Chucky Brown
- Damone Brown

- Dee Brown
- Devin Brown
- Fred Brown
- Gerald Brown
- John Brown
- Kedrick Brown
- Kwame Brown
- Larry Brown
- Marcus Brown
- Mike Brown
- Myron Brown
- P.J. Brown
- Randy Brown
- Roger Brown
- Roger Brown
- Tierre Brown
- Tony Brown
- Walter Roger Brown
- Stanley Brundy
- Rick Brunson
- Joe Bryant
- Kobe Bryant
- Mark Bryant
- Torgeir Bryn
- Steve Bucknall
- Greg Buckner
- Quinn Buckner
- Jud Buechler
- Rodney Buford
- Matt Bullard
- Larry Bunce
- Ticky Burden
- Pat Burke
- Roger Burkman
- Antonio Burks
- Kevin Burleson
- Tommy Burleson
- Jack Burmaster
- Evers Burns
- Scott Burrell
- Junior Burrough
- Willie Burton
- Steve Burtt
- Don Buse
- Donnie Butcher
- Al Butler
- Caron Butler
- Greg Butler
- Jackie Butler
- Mike Butler
- Mitchell Butler
- Rasual Butler
- Andrew Bynum
- Will Bynum

## C
- Zarko Cabarkapa
- Barney Cable
- Jason Caffey
- Michael Cage
- Jose Calderon
- Adrian Caldwell
- Joe Caldwell
- Corky Calhoun
- Ernie Calverley
- Mack Calvin
- Marcus Camby
- Elden Campbell
- Tony Campbell
- Larry Cannon
- Brian Cardinal
- Geno Carlisle
- Rick Carlisle
- Antoine Carr
- Austin Carr
- Chris Carr
- Cory Carr
- Kenny Carr
- M.L. Carr
- Darel Carrier
- Joe Barry Carroll
- Matt Carroll
- Anthony Carter
- Butch Carter
- Fred Carter
- George Carter
- Howard Carter
- Vince Carter

- Bill Cartwright
- Sam Cassell
- Harvey Catchings
- Terry Catledge
- Duane Causwell
- Kelvin Cato
- Cedric Ceballos
- John Celestand
- Al Cervi
- Lionel Chalmers
- Wilt Chamberlain
- Tom Chambers
- Tyson Chandler
- Don Chaney
- Rex Chapman
- Wayne Chapman
- Len Chappell
- Lorenzo Charles
- Calbert Cheaney
- Maurice Cheeks
- Phil Chenier
- Derrick Chievous
- Pete Chilcutt
- Josh Childress
- Randolph Childress
- Chris Childs
- Jim Chones
- Doug Christie
- Viktor Chrjapa
- Archie Clark
- Keon Clark
- Charles Claxton

- Speedy Claxton
- Jim Cleamons
- Mateen Cleaves
- Barry Clemens
- Nathaniel "Sweetwater" Clifton
- Keith Closs
- Fred Cofield
- John Coker
- Derrick Coleman
- E.C. Coleman
- Jack Coleman
- Bimbo Coles
- Jason Collier
- Doug Collins (basketbal)
- James Collins
- Jarron Collins
- Jason Collins
- Nick Collison
- Sean Colson
- Glen Combs
- Dallas Comegys
- Gene Conley
- Marty Conlon
- Lester Conner
- Chuck Connors
- Anthony Cook
- Brian Cook
- Darwin Cook
- Omar Cook
- Chuck Cooper
- Duane Cooper
- Michael Cooper

- Wayne Cooper
- Lanard Copeland
- Tyrone Corbin
- Chris Corchiani
- Dave Corzine
- Larry Costello
- James Cotton
- Mel Counts
- Joe Courtney
- DeMarcus Cousins
- Bob Cousy
- Dave Cowens
- Chris Crawford
- Jamal Crawford
- Jim Creighton
- Charlie Criss
- Austin Croshere
- Pete Cross
- John Crotty
- Pat Cummings
- Terry Cummings
- Vonteego Cummings
- Billy Cunningham
- Radisav Curcic
- Earl Cureton
- Bill Curley
- Dell Curry
- Eddy Curry
- Michael Curry
- Stephen Curry
- Rastko Cvetkovic

## D
- Quintin Dailey
- Samuel Dalembert
- Howie Dallmar
- Erick Dampier
- Louie Dampier
- Bob Dandridge
- Antonio Daniels
- Erik Daniels
- Lloyd Daniels
- Marquis Daniels
- Mel Daniels
- Sasha Danilovic
- Adrian Dantley
- Mike D'Antoni
- Yinka Dare
- Brad Daugherty
- Kornel David
- Bob Davies
- Anthony Davis
- Antonio Davis
- Baron Davis
- Ben Davis
- Brad Davis
- Brian Davis
- Bryan Davis
- Charles Davis
- Dale Davis
- Dwight Davis

- Emanual Davis
- Hubert Davis
- Johnny Davis
- Josh Davis
- Lee Davis
- Mark Davis
- Mark Davis
- Mel Davis
- Mike Davis
- Otis Davis
- Ricky Davis
- Terry Davis
- Walter Davis
- Walter "Buddy" Davis
- Warren Davis
- Darryl Dawkins
- Johnny Dawkins
- Jimmy Dawson
- Todd Day
- Darren Daye
- Dave DeBusschere
- Andrew DeClercq
- Archie Dees
- Terry Dehere
- Bison Dele
- Carlos Delfino
- Tony Delk

- Vinny Del Negro
- Fennis Dembo
- Dell Demps
- Luol Deng
- Hank DeZonie
- Derrick Dial
- Boris Diaw
- Dan Dickau
- Kaniel Dickens
- Michael Dickerson
- Travis Diener
- Connie Dierking
- Coby Dietrick
- Ernie DiGregorio
- Byron Dinkins
- Ike Diogu
- DeSagana Diop
- Terry Dischinger
- Vlade Divac
- Juan Dixon
- Aleksandar Djordjevic
- Michael Doleac
- James Donaldson
- Billy Donovan
- Keyon Dooling
- Bruce Douglas

- Sherman Douglas
- Greg Dreiling
- Bryce Drew
- John Drew
- Larry Drew
- Clyde Drexler
- Terry Driscoll
- Predrag Drobnjak
- Kevin Duckworth
- Chris Dudley
- Chris Duhon
- Walter Dukes
- Joe Dumars
- Richard Dumas
- Tony Dumas
- Tim Duncan
- Mike Dunleavy, Jr.
- Mike Dunleavy, Sr.
- T.R. Dunn
- Ronald Dupree
- Pat Durham
- Jack Dwan
- Craig Dykema

## E
- Ledell Eackles
- Jim Eakins
- Acie Earl
- Mark Eaton
- Ndudi Ebi
- Dwight Eddleman
- Tyus Edney
- Blue Edwards
- Corsley Edwards
- Doug Edwards
- James Edwards
- Jay Edwards

- John Edwards
- Kevin Edwards
- Johnny Egan
- Craig Ehlo
- Howard Eisley
- Obinna Ekezie
- Khalid El-Amin
- Mario Elie
- Sean Elliott
- Dale Ellis
- Harold Ellis
- LaPhonso Ellis

- LeRon Ellis
- Leroy Ellis
- Monta Ellis
- Pervis Ellison
- Len Elmore
- Francisco Elson
- Melvin Ely
- Wayne Embry
- Andre Emmett
- A.J. English
- Alex English
- Jo Jo English

- Keith Erickson
- Julius Erving
- Evan Eschmeyer
- Vincent Esposito
- Brian Evans
- Maurice Evans
- Mike Evans
- Reggie Evans
- Daniel Ewing
- Patrick Ewing

## F
- Jim Farmer
- Mike Farmer
- Tony Farmer
- Bob Feerick
- Jamie Feick
- Dave Feitl
- Noel Felix
- Ray Felix
- Raymond Felton
- Rolando Ferreira
- Duane Ferrell
- Arnie Ferrin
- Bob Ferry
- Danny Ferry

- Larry Finch
- Michael Finley
- Matt Fish
- Derek Fisher
- Gerald Fitch
- Marcus Fizer
- Vern Fleming
- Luis Flores
- Sleepy Floyd
- Isaac Fontaine
- Alphonso Ford
- Alton Ford
- Chris Ford
- Phil Ford

- Sharrod Ford
- Sherell Ford
- T.J. Ford
- Joseph Forte
- Danny Fortson
- Jeff Foster
- Greg Foster
- Antonis Fotsis
- Larry Foust
- Calvin Fowler
- Tremaine Fowlkes
- Jim Fox
- Rick Fox
- Adonal Foyle

- Richie Frahm
- Steve Francis
- Tellis Frank
- Walt Frazier
- Anthony Frederick
- World B. Free
- Donnie Freeman
- Frido Frey
- Channing Frye
- Joe Fulks
- Todd Fuller
- Lawrence Funderburke

## G
- Bill Gabor
- Dan Gadzuric
- Deng Gai
- Corey Gaines
- Reece Gaines
- Mike Gale
- Chad Gallagher
- Harry Gallatin
- Dave Gambee
- Kevin Gamble
- Ruben Garces
- Francisco Garcia
- Winston Garland
- Dick Garmaker
- Chris Garner
- Bill Garnett
- Kevin Garnett
- Marlon Garnett
- Dean Garrett
- Tom Garrick
- John Garris
- Kiwane Garris
- Pat Garrity
- Pau Gasol
- Chris Gatling
- Kenny Gattison
- Andrew Gaze
- Reggie Geary
- Matt Geiger

- Devean George
- Jack George
- Tate George
- Gus Gerard
- Derrick Gervin
- George Gervin
- John Gianelli
- Eddie Gill
- Kendall Gill
- Armon Gilliam
- Herm Gilliam
- Artis Gilmore
- Manu Ginóbili
- Gordan Giriček
- George Glamack
- Gerald Glass
- Mike Glenn
- Georgi Glouchkov
- Dion Glover
- Mike Gminski
- Dan Godfread
- Tom Gola
- Anthony Goldwire
- Ryan Gomes
- Glen Gondrezick
- Grant Gondrezick
- Drew Gooden
- Gail Goodrich
- Ben Gordon

- Gerald Govan
- Joe Graboski
- Ricky Grace
- Greg Graham
- Joey Graham
- Otto Graham
- Paul Graham
- Stephen Graham
- Ron Grandison
- Danny Granger
- Stewart Granger
- Brian Grant
- Bud Grant
- Gary Grant
- Greg Grant
- Harvey Grant
- Horace Grant
- Josh Grant
- Paul Grant
- Ed Gray
- Evric Gray
- Stuart Gray
- Jeff Grayer
- A.C. Green
- Devin Green
- Draymond Green
- Johnny Green
- Gerald Green
- Litterial Green

- Luther Green
- Mike Green
- Rickey Green
- Sean Green
- Sidney Green
- Sihugo Green
- Willie Green
- Orien Greene
- David Greenwood
- Hal Greer
- Gary Gregor
- Kevin Grevey
- Adrian Griffin
- Eddie Griffin
- Paul Griffin
- Darrell Griffith
- Dick Groat
- Bob Gross
- Alex Groza
- Anthony Grundy
- Ernie Grunfeld
- Petur Gudmundsson
- Richie Guerin
- Tom Gugliotta
- Andres Guibert
- Jay Guidinger
- Matt Guokas
- A.J. Guyton

## H
- Ha Seung-Jin
- Scott Haffner
- Cliff Hagan
- Happy Hairston
- Marcus Haislip
- Chick Halbert
- Jack Haley
- Darvin Ham
- Steve Hamer
- Joe Hamilton
- Richard Hamilton
- Zendon Hamilton
- Geert Hammink
- Tom Hammonds
- Darrin Hancock
- Ben Handlogten
- Alex Hannum
- Bob Hansen
- Lars Hansen
- Travis Hansen
- Bill Hanzlik
- Penny Hardaway
- Tim Hardaway
- Reggie Harding
- Jerry Harkness
- Derek Harper
- Ron Harper
- Matt Harpring
- Adam Harrington
- Al Harrington
- Lorinza Harrington
- Othella Harrington
- Art Harris
- Devin Harris
- Lucious Harris
- Bob Harrison

- David Harrison
- Jason Hart
- Antonio Harvey
- Donnell Harvey
- Scott Haskin
- Clem Haskins
- Udonis Haslem
- Trenton Hassell
- Scott Hastings
- Kirk Haston
- John Havlicek
- Steve Hawes
- Connie Hawkins
- Hersey Hawkins
- Juaquin Hawkins
- Michael Hawkins
- Tom Hawkins
- Nate Hawthorne
- Chuck Hayes
- Elvin Hayes
- Jarvis Hayes
- Brendan Haywood
- Spencer Haywood
- Walt Hazzard
- Luther Head
- Shane Heal
- Gar Heard
- Alvin Heggs
- Tom Heinsohn
- Dickie Hemric
- Alan Henderson
- Cedric Henderson
- David Henderson
- Gerald Henderson
- J.R. Henderson
- Kevin Henderson

- Tom Henderson
- Mark Hendrickson
- Al Henry
- Bill Henry
- Carl Henry
- Conner Henry
- Skeeter Henry
- Steve Henson
- Charles Hentz
- Chris Herren
- Carl Herrera
- Sidney Hertzberg
- Fred Hetzel
- Bill Hewitt
- Art Heyman
- Rod Higgins
- Sean Higgins
- Wayne Hightower
- Armond Hill
- Grant Hill
- Tyrone Hill
- Darnell Hillman
- Kirk Hinrich
- Roy Hinson
- Donald Hodge
- Julius Hodge
- Craig Hodges
- Fred Hoiberg
- Randy Holcomb
- Brad Holland
- Wilbur Holland
- Lionel Hollins
- Red Holzman
- Jerald Honeycutt
- Derek Hood
- Bob Hopkins

- Dave Hoppen
- Dennis Hopson
- Tito Horford
- Jeff Hornacek
- Robert Horry
- Ed Horton
- Bob Houbregs
- Eddie House
- Allan Houston
- Byron Houston
- Brian Howard
- Dwight Howard
- Josh Howard
- Juwan Howard
- Stephen Howard
- Bailey Howell
- Phil Hubbard
- Lou Hudson
- Troy Hudson
- Nate Huffman
- Alfredrick Hughes
- Kim Hughes
- Larry Hughes
- Rick Hughes
- Ryan Humphrey
- Jay Humphries
- Kris Humphries
- Hot Rod Hundley
- Brandon Hunter
- Les Hunter
- Lindsey Hunter
- Steven Hunter
- Bobby Hurley
- Mel Hutchins

## I
- Marc Iavaroni
- Andre Iguodala
- Zydrunas Ilgauskas

- Darrall Imhoff
- Byron Irvin
- George Irvine

- Dan Issel
- Mike Iuzzolino
- Allen Iverson

- Royal Ivey

## J
- Warren Jabali
- Jarrett Jack
- Bobby Jackson
- Jaren Jackson
- Jermaine Jackson
- Jim Jackson
- Lucious Jackson
- Luke Jackson
- Marc Jackson
- Mark Jackson
- Mervin Jackson
- Michael Jackson
- Mike Jackson
- Phil Jackson
- Randall Jackson
- Stephen Jackson
- Tony Jackson
- Wardell Jackson
- Casey Jacobsen
- Sam Jacobson
- Dave Jamerson
- Henry James
- Jerome James
- LeBron James
- Mike James
- Tim James
- Antawn Jamison

- Marko Jarić
- Šarūnas Jasikevičius
- Buddy Jeannette
- Al Jefferson
- Richard Jefferson
- Chris Jefferies
- Jared Jeffries
- Horace Jenkins
- Keith Jennings
- Chris Jent
- Les Jepsen
- Amir Johnson
- Anthony Johnson
- Avery Johnson
- Buck Johnson
- Clay Johnson
- Clemon Johnson
- Dave Johnson
- DeMarco Johnson
- Dennis Johnson
- DerMarr Johnson
- Eddie Johnson
- Eddie Johnson
- Ervin Johnson
- Frank Johnson
- George Johnson
- George Johnson

- George Johnson
- Gus Johnson
- Joe Johnson
- John Johnson
- Kevin Johnson
- Larry Johnson
- Linton Johnson
- Magic Johnson
- Marques Johnson
- Mickey Johnson
- Ollie Johnson
- Reggie Johnson
- Steffond Johnson
- Steve Johnson
- Stew Johnson
- Vinnie Johnson
- Neil Johnston
- Alvin Jones
- Askia Jones
- Bobby Jones
- Caldwell Jones
- Charles Jones
- Charles R. Jones
- Collis Jones
- Dahntay Jones
- Damon Jones
- Dontae' Jones

- Dwayne Jones
- Dwight Jones
- Eddie Jones
- Fred Jones
- James Jones
- Jimmy Jones
- Jumaine Jones
- K. C. Jones
- Larry Jones
- Major Jones
- Mark Jones
- Rich Jones
- Ronald "Popeye" Jones
- Sam Jones
- Shelton Jones
- Steve Jones
- Wally Jones
- Wil Jones
- Adonis Jordan
- Charles Jordan
- DeAndre Jordan
- Eddie Jordan
- Michael Jordan
- Reggie Jordan
- Garth Joseph

## K
- Ed Kalafat
- Chris Kaman
- Jason Kapono
- Tony Kappen
- George Karl
- Mario Kasun
- Bob Kauffman
- Adam Keefe
- Billy Keller
- Rich Kelley
- Clark Kellogg
- Greg Kelser
- Ben Kelso
- Shawn Kemp
- Tim Kempton
- Larry Kenon
- Jonathan Kerner

- Johnny Kerr
- Steve Kerr
- Jerome Kersey
- Alec Kessler
- Lari Ketner
- Julius Keye
- Randolph Keys
- Jason Kidd
- Warren Kidd
- Toby Kimball
- Bo Kimble
- Stan Kimbrough
- Albert King
- Bernard King
- Chris King
- Frankie King
- Jim King

- Jimmy King
- Rich King
- Stacey King
- Andrej Kirilenko
- Walt Kirk
- Greg Kite
- Kerry Kittles
- Dick Klein
- Joe Kleine
- Linas Kleiza
- Billy Knight
- Brevin Knight
- Negele Knight
- Travis Knight
- Bart Kofoed
- Don Kojis
- Howie Komives

- Jon Koncak
- Frank Kornet
- Yaroslav Korolev
- Kyle Korver
- Joel Kramer
- Tommy Kron
- Nenad Krstić
- Larry Krystkowiak
- Ray Kuka
- Toni Kukoč
- Kevin Kunnert
- Mitch Kupchak
- İbrahim Kutluay

## L
- Sam Lacey
- Wendell Ladner
- Christian Laettner
- Raef LaFrentz
- Bill Laimbeer
- Bo Lamar
- Jeff Lamp
- Maciej Lampe
- Jim Lampley
- Sean Lampley
- Jerome Lane
- Andrew Lang
- Antonio Lang
- Trajan Langdon
- Dan Langhi
- Bob Lanier
- Mark Landsberger
- Stu Lantz
- York Larese
- Rusty LaRue
- Rudy LaRusso

- John Laskowski
- Priest Lauderdale
- Tony Lavelli
- Manny Leaks
- Allen Leavell
- Eric Leckner
- Alfred Lee
- Clyde Lee
- Doug Lee
- David Lee
- George Lee
- Ron Lee
- Russell Lee
- Tim Legler
- Voshon Lenard
- Bob Leonard
- Gary Leonard
- Slick Leonard
- Jim Les
- Ronnie Lester
- Andrew Levane

- Fat Lever
- Cliff Levingston
- Freddie Lewis
- Martin Lewis
- Mike Lewis
- Quincy Lewis
- Ralph Lewis
- Rashard Lewis
- Reggie Lewis
- Marcus Liberty
- Todd Lichti
- Jim Ligon
- Alton Lister
- Gene Littles
- Randy Livingston
- Shaun Livingston
- Horacio Llamas
- Earl Lloyd
- Lewis Lloyd
- Ian Lockhart
- Johnny Logan

- Brad Lohaus
- Art Long
- Grant Long
- John Long
- Luc Longley
- Felipe Lopez
- Raul Lopez
- Jim Loscutoff
- Kevin Loughery
- Bob Love
- Sidney Lowe
- Clyde Lovellette
- Jerry Lucas
- John Lucas
- John Lucas III
- Maurice Lucas
- Tyronn Lue
- George Lynch
- Kevin Lynch
- Lonnie Lynn

## M
- Ed Macauley
- Todd MacCulloch
- Don MacLean
- Mark Macon
- Arvydas Macijauskas
- Sam Mack
- Malcolm Mackey
- Rudy Macklin
- Kyle Macy
- Tito Maddox
- Gerald Madkins
- Mark Madsen
- Corey Maggette
- Jamaal Magloire
- Randolph Mahaffey
- Rick Mahorn
- Dan Majerle
- Jeff Malone
- Karl Malone
- Moses Malone
- Matt Maloney
- Danny Manning
- Ed Manning
- Guy Manning
- Rich Manning
- Pete Maravich
- Press Maravich
- Roy Marble
- Stephon Marbury
- Šarūnas Marčiulionis
- Jack Marin
- Shawn Marion
- Sean Marks
- Donny Marshall
- Donyell Marshall
- Rawle Marshall
- Tom Marshall
- Cuonzo Martin
- Darrick Martin
- Fernando Martin
- Jeff Martin
- Kenyon Martin
- Kevin Martin
- LaRue Martin
- Slater Martin
- Jamal Mashburn
- Anthony Mason
- Desmond Mason
- Roger Mason, Jr.

- Tony Massenburg
- Marlon Maxey
- Jason Maxiell
- Cedric Maxwell
- Vernon Maxwell
- Scott May
- Sean May
- Lee Mayberry
- Travis Mays
- DJ Mbenga
- Bob McAdoo
- Bob McCann
- Rashad McCants
- Johnny McCarthy
- Walter McCarty
- Amal McCaskill
- Ted McClain
- Jack McCloskey
- George McCloud
- Tim McCormick
- Jelani McCoy
- Nikki McCray
- Rodney McCray
- Scooter McCray
- Xavier McDaniel
- Jim McDaniels
- Bobby McDermott
- Michael McDonald
- Hank McDowell
- Antonio McDyess
- Bill McGill
- George McGinnis
- Jon McGlocklin
- Tracy McGrady
- Al McGuire
- Dick McGuire
- Kevin McHale
- Jim McIlvaine
- Jeff McInnis
- Kevin McKenna
- Forrest McKenzie
- Derrick McKey
- Aaron McKie
- Bones McKinney
- McCoy McLemore
- Keith McLeod
- Roshown McLeod
- Jack McMahon
- Nate McMillan
- Tom McMillen

- Jim McMillian
- Mark McNamara
- Paul McPherson
- Roy McPipe
- Cozell McQueen
- Slava Medvedenko
- Darnell Mee
- Antonio Meeking
- Scott Meents
- Don Meineke
- Bill Melchionni
- John Mengelt
- Mengke Bateer
- Ken Menke
- Dewitt Menyard
- Ron Mercer
- Joe Meriweather
- Tom Meschery
- Loren Meyer
- Dwight Meynard
- Stan Miasek
- Larry Micheaux
- Red Mihalik
- Chris Mihm
- George Mikan
- Vern Mikkelsen
- Aaron Miles
- C. J. Miles
- Darius Miles
- Eddie Miles
- Marko Milič
- Darko Milicic
- Andre Miller
- Anthony Miller
- Brad Miller
- Larry Miller
- Mike Miller
- Oliver Miller
- Reggie Miller
- Chris Mills
- Terry Mills
- Harold Miner
- Greg Minor
- Wataru Misaka
- Mike Mitchell
- Sam Mitchell
- Todd Mitchell
- Steve Mix
- Bill Mlkvy

- Cuttino Mobley
- Eric Mobley
- Doug Moe
- Paul Mokeski
- Nazr Mohammed
- Jerome Moiso
- Sidney Moncrief
- Eric Money
- Sergei Monia
- Earl Monroe
- Rodney Monroe
- Gene Moore
- Johnny Moore
- Mikki Moore
- Otto Moore
- Tracy Moore
- Jackie Moreland
- Darren Morningstar
- Chris Morris
- Isaiah Morris
- Terence Morris
- Dwayne Morton
- John Morton
- Lawrence Moten
- Hanno Möttölä
- Alonzo Mourning
- Erwin Mueller
- Joe Mullaney
- Chris Mullin
- Jeff Mullins
- Todd Mundt
- Eric Murdock
- Gheorghe Mureşan
- Calvin Murphy
- Ronnie Murphy
- Tod Murphy
- Troy Murphy
- Lamond Murray
- Ronald Murray
- Tracy Murray
- Dorie Murrey
- Angelo Musi
- Jerrod Mustaf
- Dikembe Mutombo
- Martin Muursepp
- Pete Myers

## N
- Boniface N'Dong
- Bostjan Nachbar
- Lee Nailon
- Eduardo Najera
- Larry Nance
- Steve Nash
- Swen Nater
- Howard Nathan
- Calvin Natt
- Willie Naulls
- Juan Carlos Navarro

- Makhtar Ndiaye
- Mamadou Ndiaye
- Lloyd Neal
- Ed Nealy
- Don Nelson
- Jameer Nelson
- Nene
- Tyrone Nesby
- Rasho Nesterović
- Bob Netolicky
- Johnny Neumann

- Chuck Nevitt
- Ira Newble
- Mike Newlin
- Johnny Newman
- Jack Nichols
- Gaylon Nickerson
- Dyron Nix
- Norm Nixon
- Chuck Noble
- Andres Nocioni
- Jeff Nordgaard

- Ken Norman
- Audie Norris
- Moochie Norris
- George Nostrand
- Mike Novak
- Dirk Nowitzki
- Dennis Nutt
- Julius Nwosu

## O
- Charles O'Bannon
- Ed O'Bannon
- Jim O'Brien
- Mike O'Koren
- Jermaine O'Neal
- Shaquille O'Neal
- Dan O'Sullivan
- Charles Oakley
- Fabricio Oberto

- Lamar Odom
- Alan Ogg
- Don Ohl
- Emeka Okafor
- Mehmet Okur
- Hakeem Olajuwon
- Mark Olberding
- Jawann Oldham
- Brian Oliver

- Jimmy Oliver
- Kevin Ollie
- Michael Olowokandi
- Johnny Orr
- Louis Orr
- Jose Ortiz
- Wally Osterkorn
- Greg Ostertag
- Bo Outlaw

- Travis Outlaw
- Doug Overton
- Andre Owens
- Billy Owens
- Chris Owens
- Tom Owens
- Ray Owes
- Olumide Oyedeji

## P
- Zaza Patsjoelia
- Robert Pack
- Wayne Pack
- Gerald Paddio
- Scott Padgett
- Milt Palacio
- John S. Palmer
- Walter Palmer
- Andy Panko
- Jannero Pargo
- Robert Parish
- Anthony Parker
- Smush Parker
- Tony Parker
- Cherokee Parks
- Zarko Paspalj
- Stan Patrick
- Andre Patterson
- Ruben Patterson
- Chris Paul
- Billy Paultz
- Aleksandar Pavlović
- Jim Paxson

- John Paxson
- Kenny Payne
- Gary Payton
- Anthony Peeler
- Mike Penberthy
- Desmond Penigar
- Kirk Penney
- Mike Peplowski
- Will Perdue
- Kendrick Perkins
- Sam Perkins
- Elliot Perry
- Tim Perry
- Chuck Person
- Wesley Person
- Jim Petersen
- Morris Peterson
- Geoff Petrie
- Johan Petro
- Dražen Petrović
- Richard Petruska
- Bob Pettit
- Jim Phelan

- Derrick Phelps
- Michael Phelps
- Andy Phillip
- Bobby Phills
- Eric Piatkowski
- Walt Piatkowski
- Paul Pierce
- Ricky Pierce
- Mickael Pietrus
- Ed Pinckney
- Scottie Pippen
- Zoran Planinić
- Pavel Podkolzin
- Dwayne Polee
- Jim Pollard
- Scot Pollard
- Olden Polynice
- Cliff Pondexter
- Mark Pope
- Ben Poquette
- Chris Porter
- Howard Porter
- Kevin Porter

- Terry Porter
- James Posey
- Lavor Postell
- Vitaly Potapenko
- Cincy Powell
- Josh Powell
- Paul Pressey
- Dominic Pressley
- Harold Pressley
- Brent Price
- Jim Price
- Mark Price
- Mike Price
- Ronnie Price
- Tayshaun Prince
- Kevin Pritchard
- Laron Profit
- Joel Przybilla
- Les Pugh
- Roy Pugh
- Anthony Pullard

## Q
- Bob Quick
- Brian Quinnett

## R
- Mark Radford
- Dino Rađa
- Vladimir Radmanovic
- Aleksandar Radojevic
- Igor Rakocevic
- Kurt Rambis
- Peter John Ramos
- Frank Ramsey
- Mark Randall
- Shavlik Randolph
- Zach Randolph
- Kelvin Ransey
- Blair Rasmussen
- George Ratkovicz
- Theo Ratliff
- Leo Rautins
- Clifford Ray
- Željko Rebrača
- Eldridge Recasner
- Michael Redd
- Justin Reed
- Willis Reed
- Bryant Reeves
- Khalid Reeves
- Richie Regan
- Don Reid
- J. R. Reid
- Robert Reid

- Jared Reiner
- Terrence Rencher
- Efthimios Rentzias
- Shawn Respert
- Kevin Restani
- Jerry Reynolds
- Rodrick Rhodes
- Glen Rice
- Jason Richardson
- Micheal Ray Richardson
- Pooh Richardson
- Quentin Richardson
- Mitch Richmond
- Dick Ricketts
- Isaiah Rider
- Luke Ridnour
- Antoine Rigaudeau
- Eric Riley
- Pat Riley
- Mike Riordan
- Arnie Risen
- Ramon Rivas
- David Rivers
- Doc Rivers
- Red Robbins
- Anthony Roberson
- Terrance Roberson
- Fred Roberts

- Lawrence Roberts
- Stanley Roberts
- Alvin Robertson
- Oscar Robertson
- Ryan Robertson
- Rick Robey
- Bernard Robinson
- Chris Robinson
- Clifford Robinson
- Cliff Robinson
- David Robinson
- Eddie Robinson
- Flynn Robinson
- Glenn Robinson
- Jackie Robinson
- James Robinson
- Larry Robinson
- Nate Robinson
- Rumeal Robinson
- Samuel Robinson
- Truck Robinson
- Bill Robinzine
- Dave Robisch
- Red Rocha
- John Roche
- Guy Rodgers
- Dennis Rodman
- Lou Roe

- Carlos Rogers
- Johnny Rogers
- Rodney Rogers
- Roy Rogers
- Tree Rollins
- Lorenzo Romar
- Sean Rooks
- Jalen Rose
- Malik Rose
- Quinton Ross
- Paul Roskam
- Doug Roth
- Dan Roundfield
- Curtis Rowe
- Donald Royal
- Reggie Royals
- Clifford Rozier
- Delaney Rudd
- Michael Ruffin
- Trevor Ruffin
- Jeff Ruland
- Bob Rule
- Stephano Rusconi
- Kareem Rush
- Bill Russell
- Bryon Russell
- Campy Russell
- Cazzie Russell

## S
- Arvydas Sabonis
- Ed Sadowski
- Ken Sailors
- John Salley
- John Salmons
- Kevin Salvadori
- Soumaila Samake
- Jamal Sampson
- Ralph Sampson
- Pepe Sanchez
- Jeff Sanders
- Melvin Sanders
- Mike Sanders
- Satch Sanders
- Daniel Santiago
- Wayne Sappleton
- Jason Sasser
- Jeryl Sasser
- Kenny Satterfield
- Woody Sauldsberry
- Predrag Savovic
- Brian Scalabrine
- Alex Scales
- Fred Schaus
- Danny Schayes
- Dolph Schayes
- Ossie Schectman
- Steve Scheffler
- Luke Schenscher
- Dwayne Schintzius
- Dale Schlueter
- Dave Scholz
- Detlef Schrempf
- Fred Scolari
- Byron Scott
- Charlie Scott
- Dennis Scott
- Ray Scott
- Shawnelle Scott
- Malik Sealy
- Ken Sears
- Rony Seikaly
- Brad Sellers
- Frank Selvy

- George Senesky
- Ansu Sesay
- Paul Seymour
- Charles Shackleford
- Lee Shaffer
- God Shammgod
- Howie Shannon
- Charlie Share
- Bill Sharman
- John Shasky
- Ronnie Shavlik
- Brian Shaw
- Casey Shaw
- Lonnie Shelton
- Jeff Sheppard
- Kyle Sherman
- Charley Shipp
- Paul Shirley
- Purvis Short
- Dexter Shouse
- Gene Shue
- John Shumate
- Jerry Sichting
- Larry Siegfried
- Jack Sikma
- James Silas
- Paul Silas
- Wayne Simien
- Bobby Simmons
- Connie Simmons
- Lionel Simmons
- Miles Simon
- Walt Simon
- Dickey Simpkins
- Ralph Simpson
- James Singleton
- Scott Skiles
- Al Skinner
- Brian Skinner
- Reggie Slater
- Tamar Slay
- Jerry Sloan
- Keith Smart
- Jack Smiley

- Adrian Smith
- Bingo Smith
- Charles C. Smith
- Charles D. Smith
- Charles E. Smith
- Chris Smith
- Derek Smith
- Donta Smith
- Doug Smith
- Elmore Smith
- J.R. Smith
- Jabari Smith
- Joe Smith
- Josh Smith
- Kenny Smith
- LaBradford Smith
- Larry Smith
- Leon Smith
- Michael Smith
- Mike Smith
- Mike Smith
- Otis Smith
- Phil Smith
- Randy Smith
- Steve Smith
- Stevin Smith
- Theron Smith
- Tony Smith
- Rik Smits
- Mike Smrek
- Eric Snow
- Dick Snyder
- Kirk Snyder
- Ricky Sobers
- Will Solomon
- Willie Somerset
- Darius Songaila
- Pape Sow
- Rory Sparrow
- Andre Spencer
- Elmore Spencer
- Felton Spencer
- Latrell Sprewell
- Ryan Stack

- Jerry Stackhouse
- Erv Staggs
- Terrence Stansbury
- John Starks
- Keith Starr
- Larry Staverman
- Larry Steele
- Matt Steigenga
- Vladimir Stepania
- Everette Stephens
- DeShawn Stevenson
- Kebu Stewart
- Larry Stewart
- Michael Stewart
- Steve Stipanovich
- Bryant Stith
- Alex Stivrins
- John Stockton
- Peja Stojakovic
- Ed Stokes
- Maurice Stokes
- Awvee Storey
- Damon Stoudamire
- Salim Stoudamire
- Amar'e Stoudemire
- Erick Strickland
- Mark Strickland
- Rod Strickland
- Derek Strong
- Lamont Strothers
- Barry Sumpter
- Don Sunderlage
- Bruno Sundov
- Jon Sundvold
- Bob Sura
- Greg Sutton
- Michael Sweetney
- Robert Swift
- Stromile Swift
- Aaron Swinson
- Larry Sykes
- Brett Szabo
- Wally Szczerbiak
- Walt Szczerbiak

## T
- Zan Tabak
- Yuta Tabuse
- Chris Taft
- Dragan Tarlac
- Roy Tarpley
- Levern Tart
- Brian Taylor
- Donell Taylor
- Fatty Taylor
- Fred O. Taylor
- Jay Taylor
- Johnny Taylor
- Maurice Taylor
- Vince Taylor
- Terry Teagle
- Sebastian Telfair
- Jason Terry
- Reggie Theus
- David Thirdkill
- Billy Thomas

- Carl Thomas
- Charles Thomas
- Etan Thomas
- Isiah Thomas
- Jamel Thomas
- James Thomas
- John Thomas
- Kenny Thomas
- Kurt Thomas
- Tim Thomas
- Billy Thompson
- Brooks Thompson
- David Thompson
- Dijon Thompson
- George Thompson
- John Thompson
- Kevin Thompson
- LaSalle Thompson
- Mychal Thompson
- Stephen Thompson

- Skip Thoren
- Rod Thorn
- Bob Thornton
- Otis Thorpe
- Sedale Threatt
- Nate Thurmond
- Darren Tillis
- Jamaal Tinsley
- Wayman Tisdale
- Mike Todorovich
- Ray Tolbert
- Tom Tolbert
- Rudy Tomjanovich
- Andrew Toney
- Sedric Toney
- Andy Tonkovich
- Bumper Tormohlen
- Keith Tower
- Robert Traylor
- Gary Trent

- John Tresvant
- Kelly Tripucka
- Cezary Trybanski
- Jake Tsakalidis
- Nikoloz Tskitisjvili
- Al Tucker
- Rashad Tucker
- Trent Tucker
- Ronny Turiaf
- Mirsad Turkcan
- Hedo Türkoğlu
- Elston Turner
- Jeff Turner
- John Turner
- Melvin Turpin
- Dave Twardzik
- Jack Twyman
- B.J. Tyler
- Terry Tyler

## U
- Mo Udall
- Ime Udoka
- Beno Udrih
- Wes Unseld

## V
- Darnell Valentine
- Dick Van Arsdale
- Tom Van Arsdale
- Butch Van Breda Kolff
- Gene Vance
- Ernie Vandeweghe
- Kiki Vandeweghe
- Nick Van Exel

- Keith Van Horn
- Norm Van Lier
- Nick Vanos
- David Vanterpool
- Ratko Varda
- Anderson Varejao
- Chico Vaughn
- David Vaughn

- Jacque Vaughn
- Loy Vaught
- Bob Verga
- Gundars Vētra
- Charlie Villanueva
- Jay Vincent
- Sam Vincent
- Gary Voce

- Oleksandr Volkov
- Jake Voskuhl
- Danny Vranes
- Slavko Vraneš
- Stojko Vrankovic
- Jackson Vroman
- Sasha Vujačić

## W
- Dwyane Wade
- Mark Wade
- Von Wafer
- Dajuan Wagner
- Milt Wagner
- Granville Waiters
- Andre Wakefield
- Neal Walk
- Antoine Walker
- Chet Walker
- Darrell Walker
- Foots Walker
- Jimmy Walker
- Samaki Walker
- Ben Wallace
- Gerald Wallace
- John Wallace
- Rasheed Wallace
- Dwight Waller
- Jim Walsh
- Matt Walsh
- Rex Walters
- Paul Walther
- Bill Walton
- Luke Walton
- Wang Zhizhi
- Bobby Wanzer
- Charlie Ward
- Ben Warley
- Hakim Warrick
- Chris Washburn
- Dwayne "Pearl" Washington
- Eric Washington
- Jim Washington
- Kermit Washington
- Trooper Washington
- Melvin Watkins
- Earl Watson
- Jamie Watson
- Slick Watts

- Clarence Weatherspoon
- Nick Weatherspoon
- Marcus Webb
- Spud Webb
- Chris Webber
- Jeff Webster
- Martell Webster
- Marvin Webster
- Scott Wedman
- Bob Weiss
- Bonzi Wells
- Bubba Wells
- Owen Wells
- Ralph Wells
- Jiří Welsch
- Bill Wennington
- Robert Werdann
- David Wesley
- Walt Wesley
- David West
- Delonte West
- Doug West
- Jerry West
- Mark West
- Paul Westphal
- John Wetzel
- Robert Whaley
- Ennis Whatley
- DeJuan Wheat
- Tyson Wheeler
- Jahidi White
- Jo Jo White
- Randy White
- Rodney White
- Tony White
- Jerome Whitehead
- Donald Whiteside
- Dwayne Whitfield
- Chris Whitney
- Sidney Wicks

- Mitchell Wiggins
- Chris Wilcox
- Morlon Wiley
- Lenny Wilkens
- Bob Wilkerson
- Jamaal Wilkes
- James Wilkes
- Damien Wilkins
- Dominique Wilkins
- Eddie Lee Wilkins
- Gerald Wilkins
- Mike Wilks
- Aaron Williams
- Alvin Williams
- Brandon Williams
- Buck Williams
- Charlie Williams
- Chuck Williams
- Corey Williams
- Deron Williams
- Eric Williams
- Frank Williams
- Freeman Williams
- Gus Williams
- Herb Williams
- Jason Williams
- Jay Williams
- Jayson Williams
- Jerome Williams
- John "Hot Rod" Williams
- John Williams
- Kenny Williams
- Lorenzo Williams
- Louis Williams
- Marvin Williams
- Maurice Williams
- Micheal Williams
- Monty Williams
- Nate Williams
- Ray Williams

- Reggie Williams
- Scott Williams
- Shammond Williams
- Travis Williams
- Walt Williams
- Corliss Williamson
- John Williamson
- Kevin Willis
- Bill Willoughby
- Dedric Willoughby
- Trevor Wilson
- David Wingate
- Rickie Winslow
- Trevor Winter
- Brian Winters
- Voise Winters
- Willie Wise
- Luke Witte
- Randy Wittman
- Dave Wohl
- Joe Wolf
- Ruben Wolkowyski
- Al Wood
- David Wood
- Leon Wood
- Loren Woods
- Qyntel Woods
- Randy Woods
- Mike Woodson
- Orlando Woolridge
- Haywoode Workman
- Mark Workman
- James Worthy
- Antoine Wright
- Bracey Wright
- Dorell Wright
- Lorenzen Wright
- Luther Wright
- Sharone Wright
- Dennis Wuycik

## Y
- Yao Ming
- Vincent Yarbrough
- George Yardley

- Rich Yonakor
- Danny Young
- Korleone Young

- Michael Young
- Perry Young
- Tim Young

## Z
- Max Zaslofsky
- Tony Zeno

- Phil Zevenbergen
- George Zidek

- Derrick Zimmerman
- Jim Zoet

- Bill Zopf
- Matt Zunic